# 达勒姆县 (北卡罗来纳州)
达勒姆县 （英語：Durham County）是美国北卡罗来纳州中部的一个郡，成立於1881年，面积771平方公里，人口32萬4,833人（2020年美國人口普查），縣治德罕。

## 城市
- 达勒姆